# Kostići (Czarnogóra)
Kostići (cyr. Костићи) – wieś w Czarnogórze, w gminie Bijelo Polje. W 2011 roku liczyła 169 mieszkańców.